# Stilobezzia castanea
Stilobezzia castanea är en tvåvingeart som beskrevs av John William Scott Macfie 1934. Stilobezzia castanea ingår i släktet Stilobezzia och familjen svidknott. Inga underarter finns listade i Catalogue of Life.